# Coppa Bernocchi 1951
La Coppa Bernocchi 1951, trentatreesima edizione della corsa, si svolse il 14 ottobre 1951 su un percorso di 237 km. Era valida come evento del circuito UCI categoria CB1.1. La vittoria fu appannaggio dell'italiano Luigi Casola, che terminò la gara in 5h51'52", alla media di 40,413 km/h, che terminò la gara in 5h51'52", alla media di 40,413 km/h, precedendo il connazionale Alfredo Martini e il francese Louison Bobet. L'arrivo e la partenza della gara furono a Legnano.

## Ordine d'arrivo (Top 10)
| Pos. | Corridore         | Squadra    | Tempo    |
| ---- | ----------------- | ---------- | -------- |
| 1    | Luigi Casola      | Atala      | 5h51'52" |
| 2    | Alfredo Martini   | Taurea     | s.t.     |
| 3    | Louison Bobet     | Bottecchia | s.t.     |
| 4    | Jozef Schils      | Garin      | s.t.     |
| 5    | Giorgio Albani    | Legnano    | s.t.     |
| 6    | Giuseppe Minardi  | Legnano    | s.t.     |
| 7    | Vittorio Seghezzi | Bottecchia | s.t.     |
| 8    | Donato Zampini    | Ganna      | s.t.     |
| 9    | Fiorenzo Crippa   | Bianchi    | s.t.     |
| 10   | Ugo Fondelli      | Taurea     | a 33"    |